# Автопневматоліз
Автопневмато́ліз (англ. autopneumatolysis, нім. Autopneumatolyse f) — утворення під час кристалізації магматичної породи нових мінералів, що формуються внаслідок дії летких частин магми на мінерали цієї породи, які виділилися раніше.
Виникнення метаморфічних змін на пневматолітичній стадії охолоджуваної магми відбувається при температурах приблизно 400-600°С. 

## Джерело
- Мала гірнича енциклопедія : у 3 т. / за ред. В. С. Білецького. — Д. : Донбас, 2004. — Т. 1 : А — К. — 640 с. — ISBN 966-7804-14-3.
- Definition of autopneumatolysis [Архівовано 30 вересня 2019 у Wayback Machine.]